# KB Khimautomatiki
KB Khimautomatiki abrégé en KBKhA (russe Конструкторское бюро химавтоматики, КБХА, KBKhA) est une société russe spécialisée dans la conception et la construction de moteurs-fusées à ergols liquides. KB Khimautomatiki est notamment le concepteur et le constructeur de moteurs-fusées propulsant les étages supérieurs des lanceurs Soyouz et Proton ainsi que du RD-0120, seul moteur soviétique de forte puissance consommant le mélange oxygène/hydrogène liquides. La société a également développé le seul moteur-fusée nucléaire soviétique (RD-0410) ainsi qu'une série de moteurs-fusées à ergols hypergoliques pour des missiles balistiques lancés depuis sous-marin.
L'entreprise, qui regroupe un bureau d'études et une usine de fabrication, est créée à Moscou au début de la Seconde Guerre mondiale pour développer les carburateurs et démarreurs pour avions. Elle est placée sous la direction de Sémion Kosberg qui la dirigera jusqu'à sa mort en 1965. L'entreprise déménage à Voronej en 1945. En 1954 les dirigeants soviétiques demandent à la société de travailler sur les moteurs-fusées à ergols liquides. Elle développe des engins pour avions puis pour les étages supérieurs de missiles balistiques et de lanceurs. Après le décès de Kosberg, l'entreprise est rebaptisée KB Khimautomatiki.
En 1961, l'entreprise reçoit l'ordre de Lénine, puis en 1976, l'ordre de la révolution d'Octobre. Le designer en chef - Viktor D. Gorokhov (2015).

## Moteurs développés
| Désignation | Type alimentation | Poussée (kNewtons) | Impulsion spécifique (secondes) | Propergol                           | Pression chambre de combustion | Masse (kg) | Dimensions (hauteur x diamètre) | Autres caractéristiques                                  | Développement | Utilisation                                   | Statut        | Remarque                                                 |
| ----------- | ----------------- | ------------------ | ------------------------------- | ----------------------------------- | ------------------------------ | ---------- | ------------------------------- | -------------------------------------------------------- | ------------- | --------------------------------------------- | ------------- | -------------------------------------------------------- |
| RD-0110     | Générateur de gaz | 298 (vide)         | 326 (vide)                      | Kérosène / Oxygène liquide          | 6,8 bars                       | 408,5 kg   | 1,57 / 2,4 m.                   | comprend 4 moteurs-verniers                              | 1963-1967     | Étage supérieur des lanceurs Soyouz           | en production |                                                          |
| RD-0120     | Combustion étagée | 1962 (vide)        | 455 (vide)                      | Hydrogène liquide / Oxygène liquide | 21,8 bars                      | 3 450 kg   | 4,55 / 2,42 m.                  |                                                          | 1967-1983     | Propulseur principal lanceur Energia          |               | Seul moteur de puissance soviétique utilisant ces ergols |
| RD-0210     | Combustion étagée | 589 (vide)         | 326 (vide)                      | Peroxyde d'azote / UDMH             |                                | 565 kg     | 2,33 / 1,47 m.                  | comprend 4 moteurs-verniers                              | 1963-1967     | 2e étage lanceur Proton                       | en production |                                                          |
| RD-0410     |                   | 35,3 (vide)        | 910 (vide)                      | Hydrogène liquide                   |                                | 2 000 kg   |                                 | propulsion nucléaire                                     | 1965-1994     |                                               |               |                                                          |
| RD-0243     | Combustion étagée | ~814 (vide)        | 326 (vide)                      | Peroxyde d'azote / UDMH             | 27,8 bars                      |            |                                 | comprend 4 moteurs-verniers moteur partiellement immergé | 1977-1985     | 1er étage missile balistique sous-marin RM-54 |               |                                                          |